# Armand Maloumian
Francois Armand Maloumian (4. května 1928, Marseille – 24. června 2007, Treveneur) byl francouzský spisovatel.
Roku 1948 byl v SSSR zadržen a obviněn ze špionáže pro Francii, nejprve byl odsouzen k trestu smrti. Ten mu byl jako cizinci změněn na 25 let těžkých prací. Po roce 1956 se začalo jednat o jeho propuštění, po kterém odjel do Francie.

## Dílo
- Seznam děl v Souborném katalogu ČR, jejichž autorem nebo tématem je Armand Maloumian
- Synové Gulagu, (Les fils du Goulag, 1976), dokumentární kniha o sovětských lágrech, píše z vlastní zkušenosti.

### Česká vydání
- překlad: Ivana Plechatá, Curych, Konfrontace, 1985
- překlad: Ivana Plechatá, Praha, Konsultace, 1990, ISBN 80-7124-012-5